# 豊川町 (伊勢市)

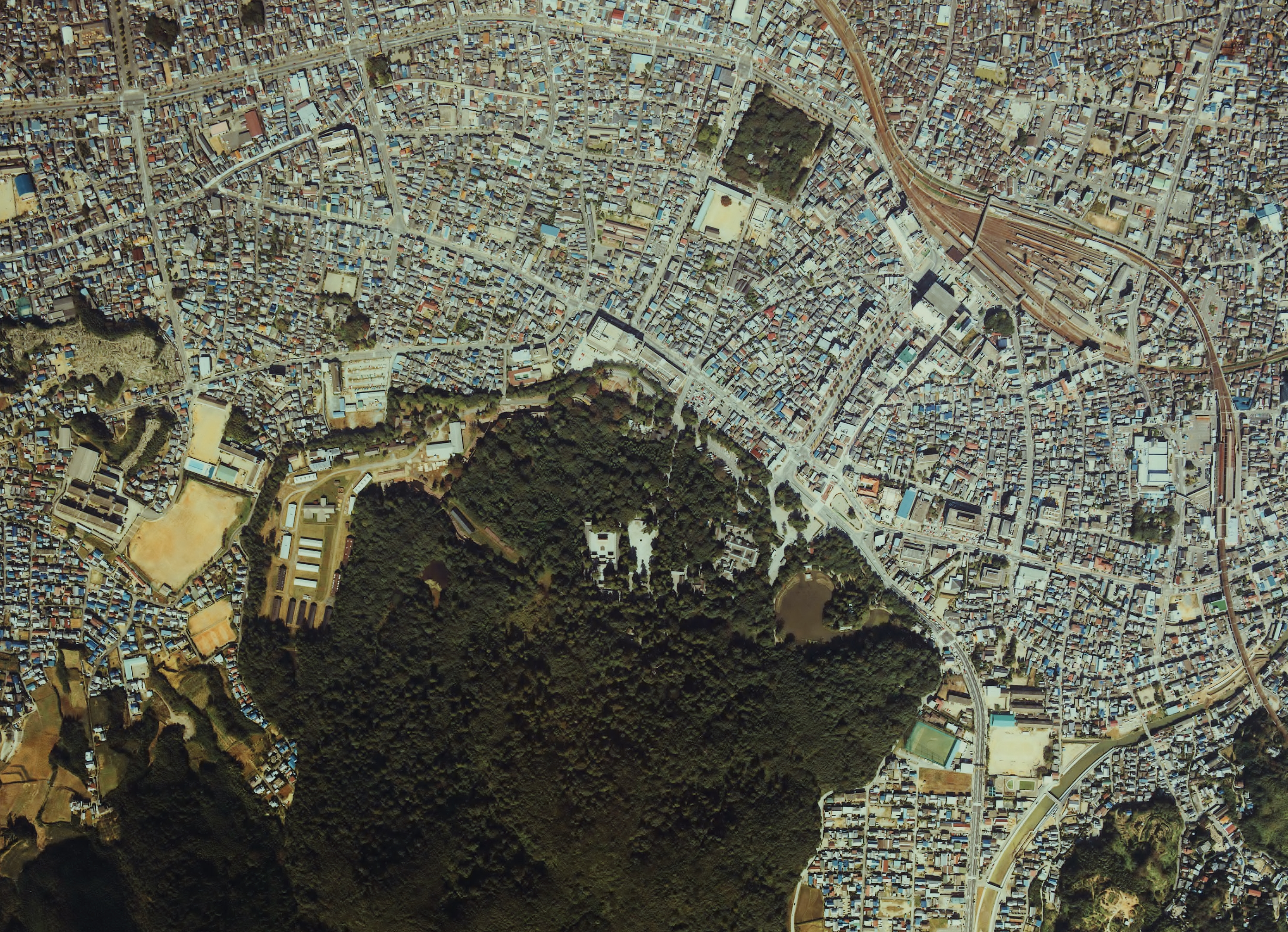
豊川町付近の航空写真
（1983年、）

豊川町（とよかわちょう）は、三重県伊勢市の町名。郵便番号は516-0042。2020年（令和2年）4月30日現在の人口は36世帯80人。
地域内はほぼ豊受大神宮（伊勢神宮外宮）の宮域であるが、南東部には住宅が点在する。

## 地理
伊勢市北部、伊勢の中心市街地である山田の中央に位置する。宮川と勢田川に挟まれた高倉山東麓の沖積平野に位置する。高倉山には音無山（おとなしやま）、賀利佐我山（かりさがやま）、佐貴山（さきやま）、高佐山（たかさのやま）、日鷲山（ひわしやま）、郭公不為声山（ほおとぎすこえをせぬやま）、鶏不驚山など多くの別称がある。明治と昭和の民家撤収により、町域の大半が伊勢神宮外宮の宮域となっている。宮域は伊勢市街地にありながら、森閑としており、宮域の勾玉池（まがたまいけ）は伊勢市民のオアシスとなっている。
- 河川：朝川、豊川

北は八日市場町・一志町・本町、東は岡本一丁目・岡本三丁目、南は藤里町・旭町、西は浦口町・常磐町と接する。

### 小字
『角川日本地名大辞典』による。
- 茜
- 茜田
- 大石谷
- 宮域
- 下馬所
- 前野
- 宮崎山宮口
- 宮山腰
- 六反田

## 歴史

### 外宮の鎮座から街の成立まで
豊川町にある伊勢神宮外宮の創建は、『止由気儀式帳』によれば雄略天皇の御世であるとされる。『止由気儀式帳』の伝承では以下のような由緒が記されている。
| 「 | ある時、雄略天皇の夢に天照大神が現れ、独りでは寂しいので丹波国より豊受大神を迎えよ、と告げた。雄略天皇は山田原に豊受大神を祀り、朝夕の大御饌（おおみけ）の儀式を創始した。 | 」 |

この伝承が史実であるかは疑わしく、伝承通り外宮が皇大神宮（内宮）より後で創建されたかどうかも不明である。創建時期はともかく、創建以来伊勢国造の子孫を自称する度会氏が代々外宮の禰宜（ねぎ）を世襲した。

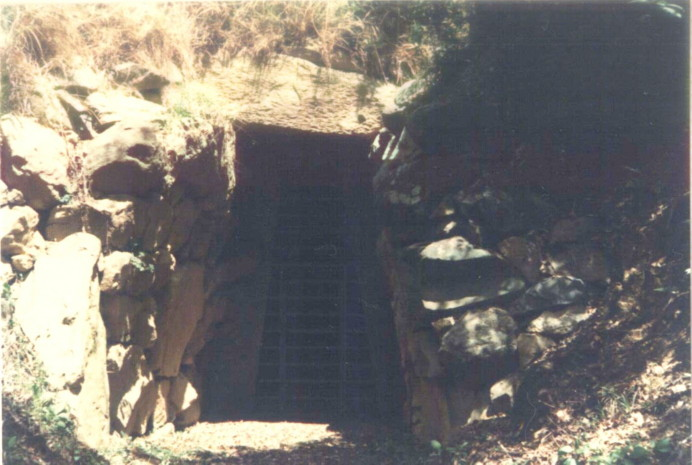
高倉山古墳

高倉山山頂には6世紀頃築造と見られる「高倉山古墳」がある。この古墳は円墳で直径32m、高さ8mあり、内部は横穴式石室になっている。「天岩戸」と呼ばれ信仰の対象となっていた。
豊川町の西隣にある八日市場町の蛭子社から下馬所（げばどころ）と呼ばれる外宮一の鳥居前までの間は上古、斎王の通る道として仮小屋の市店を除いて建物を建設することは許されなかったため、街は発達しなかった。その後、斎王制度の廃止により仮小屋が住宅となり、道路も二手に分かれ、次第に街が形成されていった。『杉の落葉』によれば、中世には市場が立ち、市場の神を祀る夷社もあった。この市は5日に開かれた。室町時代には連歌師宗祇が訪れ、岩淵町との境界に架かる下馬橋の前の柳の木を以下のように詠じている。
| 「 | 駒とめて しはし影踏 柳かな | 」 |

### 近世から近代の宮域整備まで
江戸時代には伊勢国度会郡に属し、下馬所前野町（げばどころまえのまち）または山田下馬所前野町と称した。文献によっては「下馬所」と「前野町」を分けるものもあるが、山田十二郷を数える際には1つの町として扱っている。自治組織「山田三方」の配下に置かれていた。山田三方会合衆の1家である山田大路家がここに居を構えた。町名の通り外宮前に広がる原野であったが、江戸時代より民家が増え始め、寛永17年（1640年）に山田奉行の花房幸次が隣接する岡本町との間に新道を開いた。この時、外宮宮域の勾玉池ができたとされる。御師は24軒あり、212,000戸もの檀家を有していた。
江戸時代を通して火災が多く、寛文10年（1670年）の火災では町内の10寺がすべて焼失し、その後再建されることはなかった。ほかにも寛文12年（1672年）、享保2年（1717年）、明和元年（1764年）に火災に遭っている。こうした中、外宮の防火のため慶安元年5月（グレゴリオ暦：1648年6月 - 7月）には宮域整理が行われ、上御井神社前まで建ち並んでいた民家を撤収させた。宝永4年10月4日（グレゴリオ暦：1707年10月28日）に発生した宝永地震では山田全体で300戸が倒壊したとされるが、この地震の影響で外宮境内の御池では、清水の流入が途絶えてしまったと言われている。

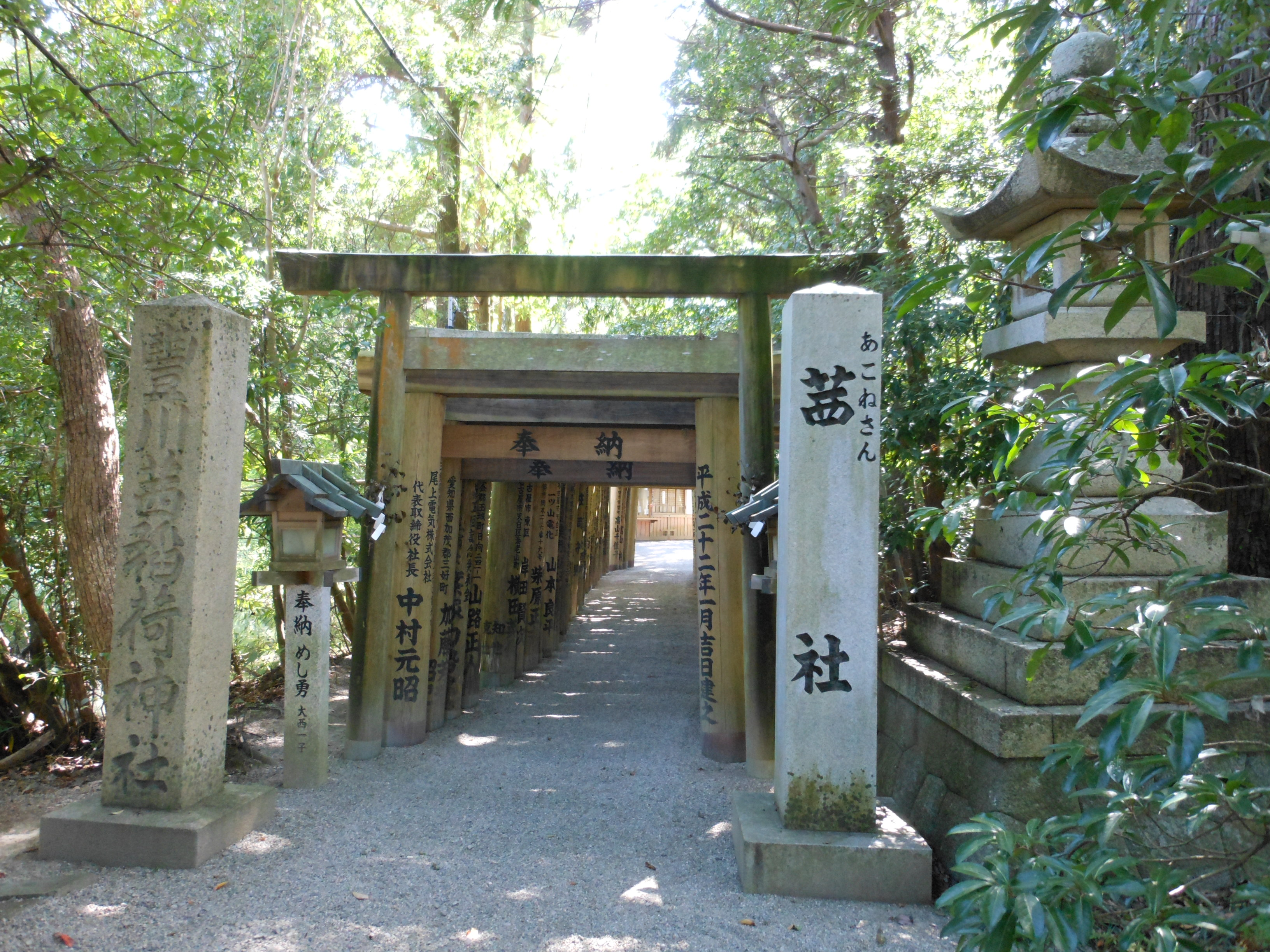
茜社

明治に入ると禰宜の世襲制が廃止され、内務省所管の神宮司庁による任命制に移行した。時を同じくして、教部省は『延喜式神名帳』および『延暦儀式帳』に記載のない神社を一律に神宮所管から外し、度会県および三重県管轄に移行する改革を行い、上御井神社や茜社などが外宮から離脱する混乱があった。上御井神社は神宮所管に復したが、茜社は氏子の同意を得られず神宮に復帰することはなかった。
学制発布により、1874年（明治7年）に館学校（後に統合されて伊勢市立厚生小学校になる）が町内に開校する。1877年（明治10年）に町名を豊川町に改めた。三重県立宇治山田商業高等学校の前身校や神宮農業館はこの豊川町で創立した。1889年（明治22年）、外宮前に神苑を建設するために民家127戸を撤去し、昭和の第二次世界大戦中にも民家の撤去が実施され、豊川町はほぼ全域が外宮の宮域となった。明治期に神苑建設のために撤去させられた住宅地が「前野」であり、東西方向に通じる道路が4本存在した。

### 現代
1966年（昭和41年）、住居表示の実施により豊川町の一部が分離、本町・岩渕一丁目・岡本（一丁目 - 三丁目）となった。
2003年（平成15年）1月25日、外宮忌火屋殿（いみびやでん）が全焼する火災が発生した。2009年（平成21年）10月15日、外宮で行われる「日別朝夕大御饌祭」（ひごとあさゆうおおみけさい）にちなんだ新名物「御饌丼」（みけどん）の試食会が豊川町で開かれた。

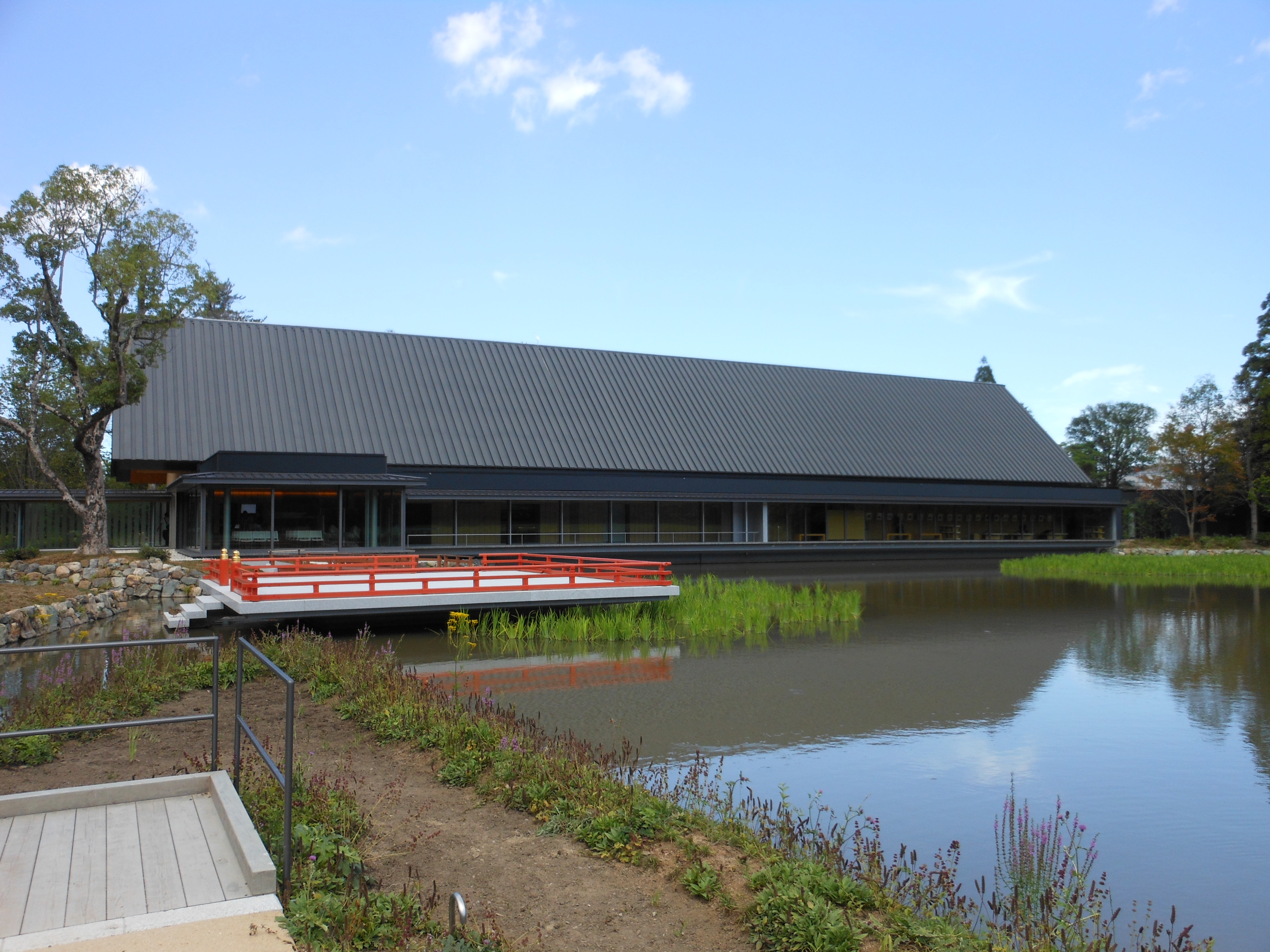
せんぐう館

2012年（平成24年）4月7日、勾玉池前にせんぐう館が開館し、外宮参拝者の増加に貢献している。2013年（平成25年）10月5日には、第62回神宮式年遷宮の中核行事である遷御（せんぎょ）の儀が外宮で行われ、約4,000人の特別奉拝者が見守った。同年10月13日には外宮別宮の多賀宮で遷御の儀が催行された。

### 沿革
- 1889年（明治22年）4月1日 - 町村制施行により、度会郡宇治山田町豊川町となる。
- 1906年（明治39年）9月1日 - 宇治山田町の市制施行により、宇治山田市豊川町となる。
- 1955年（昭和30年）1月1日 - 市名改称により、伊勢市豊川町となる。

### 町名の由来
豊川町は、宮域を流れていた豊川に由来する。
旧町名「下馬所前野町」は「下馬所」と「前野町」を合わせた名称で、「下馬所」は外宮前を通過する際に通行人が馬から下りた所であることに由来し、「前野町」は外宮前の原野に由来する。

### 町名の変遷
| 実施後 | 実施区分 | 実施年月日            | 実施前       |
| ------ | -------- | --------------------- | ------------ |
| 豊川町 | 町名変更 | 1877年（明治10年）2月 | 下馬所前野町 |

### 人口の変遷
1643年以降の人口の推移。なお、1995年以後は国勢調査による推移。
| 1643年（寛永20年） | 1,586人 | [ 1 ]      |  |
| 1872年（明治5年）  | 588人   | [ 1 ]      |  |
| 1965年（昭和40年） | 356人   | [ 3 ]      |  |
| 1980年（昭和55年） | 111人   | [ 5 ]      |  |
| 1995年（平成7年）  | 94人    | [ WEB 7 ]  |  |
| 2000年（平成12年） | 101人   | [ WEB 8 ]  |  |
| 2005年（平成17年） | 94人    | [ WEB 9 ]  |  |
| 2010年（平成22年） | 92人    | [ WEB 10 ] |  |
| 2015年（平成27年） | 82人    | [ WEB 11 ] |  |

### 世帯数の変遷
1643年以降の世帯数の推移。なお、1995年以後は国勢調査による推移。また、
| 1643年（寛永20年） | 480戸  | [ 1 ]      |  |
| 1965年（昭和40年） | 94世帯 | [ 3 ]      |  |
| 1980年（昭和55年） | 28世帯 | [ 5 ]      |  |
| 1995年（平成7年）  | 28世帯 | [ WEB 7 ]  |  |
| 2000年（平成12年） | 32世帯 | [ WEB 8 ]  |  |
| 2005年（平成17年） | 33世帯 | [ WEB 9 ]  |  |
| 2010年（平成22年） | 34世帯 | [ WEB 10 ] |  |
| 2015年（平成27年） | 30世帯 | [ WEB 11 ] |  |

- 1872年の世帯数は不明な為、省略しています。

## 学区
市立小・中学校に通う場合、学区は以下の通りとなる。
| 番・番地等 | 小学校             | 中学校               |
| ---------- | ------------------ | -------------------- |
| 全域       | 伊勢市立明倫小学校 | 伊勢市立倉田山中学校 |

## 交通
1961年（昭和36年）までは三重交通神都線（路面電車）が町内を走っていた。
道路
- 三重県道32号伊勢磯部線 - 通称「御木本道路」。豊川町の北東縁を通る。
- 伊勢市道外宮参道線 - 通称「外宮参道」。「外宮前」交差点で終点となる。

路線バス
■三重交通外宮前バス停（厳密には伊勢市本町にある）
- 51・55系統 内宮前
- CANばす 宇治山田駅前
- CANばす 鳥羽水族館・ミキモト真珠島
- 参宮バス 松尾観音寺
- 参宮バス 民話の駅 蘇民
- 神都バス 内宮前（乗車のみ可能）
- 神都バス 伊勢市駅前（降車のみ可能）

■おかげバス外宮前バス停（厳密には伊勢市本町にある）
- 1系統 御薗ルート 伊勢市役所
- 2系統 辻久留・藤里ルート 伊勢市駅前
- 2系統 辻久留・藤里ルート 宇治山田駅前

## 施設

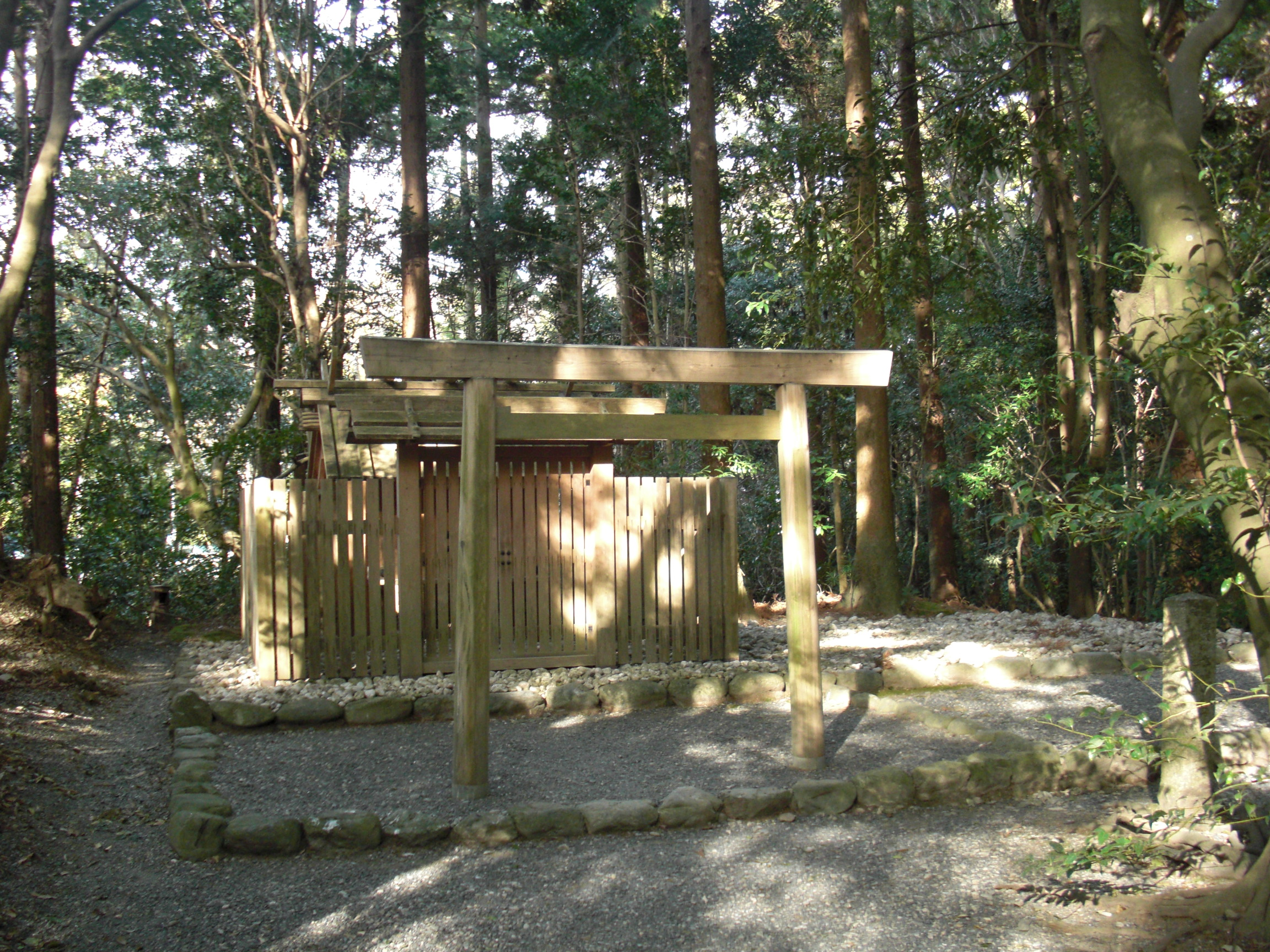
度会国御神社

- 茜社 - 山田産土神八社の1社[1]。
  - 豊川茜稲荷神社
  - 茜牛天神（天神社）
- 高倉山古墳
- 生鮮市場ベリー藤里店（店舗敷地の一部）
- 有限会社加藤板金
- 設計工房Yoh

### 外宮関係
| - 豊受大神宮（外宮） - 多賀宮 - 風宮 - 土宮 - 度会国御神社 | - 度会大国玉比賣神社 - 山末神社 - 伊我理神社・井中神社 - 大津神社 - 御酒殿神 | - 四至神 - 上御井神社 - 下御井神社 - 勾玉池 - せんぐう館 |

## 出身者
- 中西信慶[1] - 外宮神官。
- 黒瀬益弘[1] - 外宮神官。

### 文献
1. 1 2 3 4 5 6 7 8 9 10 11 12 13 14 15 16 17 18 19 20  「角川日本地名大辞典」編纂委員会 1983, p. 465.
2. ↑  “陸運局の所在地・管轄区域【三重県|三重陸運局】”. くるなび. 2020年6月5日閲覧。
3. 1 2 3 4 5 6 7  「角川日本地名大辞典」編纂委員会 1983, p. 751.
4. ↑  「角川日本地名大辞典」編纂委員会 1983, p. 751、1163.
5. 1 2 3 4  「角川日本地名大辞典」編纂委員会 1983, p. 1163.
6. 1 2 3 4 5 6  平凡社地方資料センター 1983, p. 673.
7. ↑  伊勢文化舎 編（2009）：98ページ
8. ↑  伊勢文化舎（2008）：32ページ
9. ↑  「角川日本地名大辞典」編纂委員会 1983, p. 1523-1524.
10. ↑  谷川 編（1986）：22ページ
11. ↑  谷川 編（1986）：22 - 23ページ
12. ↑  谷川 編（1986）：23ページ
13. ↑  谷川 編（1986）：28ページ
14. 1 2 3  宇治山田市役所 編（1929）：741ページ
15. ↑  藤本（1988）：47ページ
16. ↑  宇治山田市役所 編（1929）：163ページ
17. ↑  櫻井（1969）：83ページ
18. ↑  谷川 編（1986）：28 - 29ページ
19. ↑  櫻井（1991）：266, 272ページ
20. ↑  櫻井（1991）：272 - 274ページ
21. ↑  宇治山田市役所 編（1929）：742ページ
22. ↑  "伊勢神宮で火災、外宮の1棟が全焼 三重"朝日新聞2003年1月26日付朝刊、社会面34ページ
23. ↑  "地元の味、堪能 コンテスト最優秀賞の「御饌丼」を商品化 伊勢で試食会"朝日新聞2009年10月16日付、三重版31ページ
24. ↑  "式年遷宮の意義を未来へ 4月7日オープン 勾玉池のほとりに「せんぐう館」"伊勢志摩ホームニュース2012年3月17日付2ページ
25. ↑  "大祭 最終章 外宮でも遷御"2013年10月6日付中日新聞朝刊、10版1ページ